# Fabrizio Santafede
Fabrizio Santafede (Naples, 1560 - 1626) est un peintre italien baroque du maniérisme tardif qui a travaillé à Venise, Florence, Rome et Naples et représentant de l'école napolitaine.

## Biographie
Fabrizio Santafede a été l'élève de son père Francesco Santafede, de Francesco Curia et le pupille d'Andrea Sabbatini.
En plus d'être peintre il a été marchand d'antiquités et de peintures.
À Naples il a peint une Assomption et un  Couronnement de la Vierge pour l'église Santa Donna Regina Nuova, une Assomption pour l'oratoire de l'Assomption, un tableau représentant Sainte Chantal (attribué à son atelier)  à la chapelle Saint-François-de-Sales de l'église des Oratoriens et un autre, dans cette même église, représentant Saint François de Paule dans la chapelle Saint-Jérôme. Il a peint aussi la Notre-Dame du Rosaire de l'église Santa Maria Egiziaca a Forcella.
Le peintre baroque Massimo Stanzione est mentionné comme l'un de ses élèves.

## Sources
- (en) Cet article est partiellement ou en totalité issu de l’article de Wikipédia en anglais intitulé « Fabrizio Santafede » (voir la liste des auteurs).